# Jamna (distrikt)
Jamna (bulgariska: Ямна) är ett distrikt i Bulgarien.   Det ligger i kommunen Obsjtina Etropole och regionen Sofijska oblast, i den centrala delen av landet, 60 km öster om huvudstaden Sofia.
I omgivningarna runt Jamna växer i huvudsak lövfällande lövskog. Runt Jamna är det ganska glesbefolkat, med 42 invånare per kvadratkilometer.